# (18462) Riccò
(18462) Riccò ist ein Asteroid des äußeren Hauptgürtels, der am 26. August 1995 am Observatorium San Vittore (IAU-Code 552) in Bologna entdeckt wurde.
Der Asteroid ist Mitglied der Koronis-Familie, einer Gruppe von Asteroiden, die nach (158) Koronis benannt ist. Die zeitlosen (nichtoskulierenden) Bahnelemente von (18462) Riccò sind fast identisch mit denjenigen des größeren Asteroiden (8754) Leucorodia und der kleineren Asteroiden (161628) 2005 YW29, (204518) 2005 EM25, (240713) 2005 GK110 und (463986) 2014 WN48. Der Größenvergleich geht alleine von der Absoluten Helligkeit aus, da die Durchmesser nicht aller genannten Himmelskörper bekannt ist.
Der mittlere Durchmesser des Asteroiden wurde mit 3,906 (±0,208) km berechnet, die Albedo mit 0,153 (±0,012).
(18462) Riccò wurde am 27. April 2002 nach dem italienischen Astronomen Annibale Riccò (1844–1919) benannt. Den Namen von Annibale Riccò trägt schon seit 1970 ebenfalls der Mondkrater der nördlichen Mondrückseite Ricco.